# Kościół Terra Sancta
Kościół Terra Sancta – świątynia rzymskokatolicka, zlokalizowana na Starym Mieście Akki, na północy Izraela.

## Historia

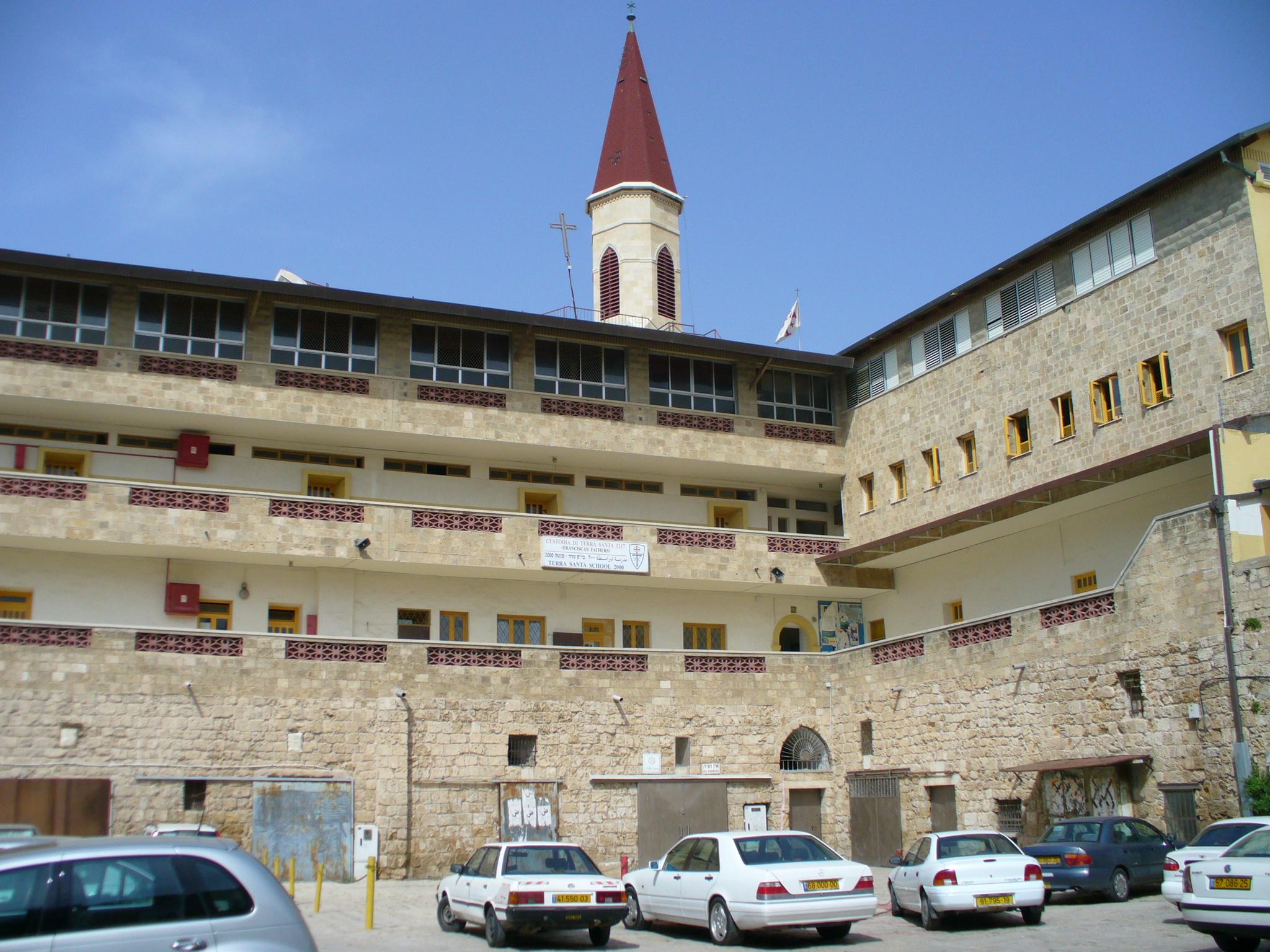
Wieża kościoła widoczna z dziedzińca Khan el-Franj

Z historycznych dokumentów Akki pochodzących z XIII wieku wynika, że franciszkanie przypisywali duże znaczenie temu miastu. Wierzyli oni, że założyciel ich zakonu Franciszek z Asyżu odwiedził to miasto w latach 1219–1220. W 1217 roku powstał tu pierwszy klasztor franciszkański, założony przez ojca Elia Da Cortona. Po zajęciu miasta przez muzułmanów, franciszkanie uciekli z Akki, by powrócić w 1620 roku i założyć w 1673 roku Kościół Terra Sancta. Znajduje się on w centrum Starego Miasta, na północ od Khan el-Franj.

## Architektura
Kościół jest rozpoznawalny przez spiczastą czerwoną iglicę gotyckiej wieży, której kolor odróżnia ją od innych wież i minaretów w mieście.